# Vera Miltchina
Véra Arkadiévna Miltchina, née le 7 septembre 1953 à Moscou, est une historienne russe de la littérature et traductrice. Elle a reçu deux fois le prix Maurice Wachsmacher en 2001 et en 2009. C'est la fille de l'historien du livre Arkadi Miltchine et la mère du critique littéraire Constantin Miltchine.

## Carrière
Véra Miltchina poursuit ses études à la faculté de philologie de l'université de Moscou et devient docteur en sciences philologiques en 1979. Elle collabore à l'institut de recherche des hautes études en sciences humaines de l'université d'État des sciences humaines de Russie, où elle est l'auteur de plus de deux cents publications. Elle est membre du comité administratif de l'institut russe de Paris.
Elle a commencé à publier à partir de 1974. Parmi les auteurs de langue française qu'elle a traduits, l'on peut distinguer Chateaubriand, Madame de Staël, Benjamin Constant, Victor Hugo, Charles Nodier, Balzac, etc. pour un total de soixante-dix-sept ouvrages.

## Distinctions
- Prix Anatole Leroy-Beaulieu en 1996, 1998, 2005
- Prix Maurice Wachsmacher en 2001 pour sa traduction de L'Envers de l'histoire contemporaine de Balzac et en 2009 pour son recueil d'articles traduits de Delphine de Girardin
- Médaille de l'Académie française pour le rayonnement de la langue et de la culture françaises en 1997
- Ordre des palmes académiques en 2002
- Prix Pouchkine en 2011

## Quelques publications
- (ru) Esthétique du début du romantisme français, Moscou, Isskoustvo, 1982
- (ru) Alfred de Musset. Confession d'un enfant du siècle, Moscou, Pravda, 1988
- (fr) Les Russes découvrent la France au XVIIIe siècle et au XIXe siècle, éditions du Progrès, Paris, Librairie du Globe, 1990
- (ru) La Russie et la France: diplomates, littérateurs et espions, Saint-Pétersbourg, Hypérion, 2004

## Source
- (ru) Cet article est partiellement ou en totalité issu de l’article de Wikipédia en russe intitulé « Мильчина, Вера Аркадьевна » (voir la liste des auteurs).